# Giovanni Lievore
Giovanni Lievore (Carrè, Reino de Italia; 20 de marzo de 1932 – Turín, Italia; 28 de abril de 2025) fue un atleta italiano especialista en lanzamiento de jabalina.

## Carrera
A nivel nacional fue campeón en dos ocasiones, en 1956 y 1958. Su única aparición en los Juegos Olímpicos fue en Melbourne 1956 donde clasificó a la final donde terminó en sexto lugar, la cual actualmente es la mejor participación de un lanzador de jabalina de Italia en los Juegos Olímpicos.
También participó en el Campeonato Europeo de Atletismo de 1958 donde terminó en octavo lugar, mismo año en el que impuso su récord personal de 80,72 metros.

## Tras el retiro
Luego de retirarse como deportista se mudó a Turín para trabajar para Fiat. Era el hermano mayor del también lanzador de jabalina y récord mundial Carlo Lievore.